# Lista över avsnitt av The Real Housewives of Miami
The Real Housewives of Miami är en amerikansk reality-TV-serie som hade premiär 22 februari 2011 på Bravo och fram till november 2013 visats i tre säsonger.

## Säsong 1 (2011)
| Nr i serien | Nr i säsongen | Titel                                               | Visningsdatum    | Tittarsiffror, USA (i miljoner) |
| ----------- | ------------- | --------------------------------------------------- | ---------------- | ------------------------------- |
| 1           | 1             | "Paradise Cost"                                     | 22 februari 2011 | 1.21                            |
| 2           | 2             | "Black Ball'd"                                      | 1 mars 2011      | 1.03                            |
| 3           | 3             | "Optical Delusion"                                  | 8 mars 2011      | 1.30                            |
| 4           | 4             | "Waterfront and Center"                             | 15 mars 2011     | 1.10                            |
| 5           | 5             | "Beach Slap"                                        | 22 mars 2011     | 1.19                            |
| 6           | 6             | "Miami Mamis Know Best"                             | 29 mars 2011     | 1.09                            |
| 7           | 7             | "Watch What Happens Live: Miami Housewives Reunion" | 5 april 2011     | 0.72                            |

## Säsong 2 (2012–2013)
| Nr i serien | Nr i säsongen | Titel                               | Visningsdatum     | Tittarsiffror, USA (i miljoner) |
| ----------- | ------------- | ----------------------------------- | ----------------- | ------------------------------- |
| 8           | 1             | "A Tale of Two Miamis"              | 13 september 2012 | 1.06                            |
| 9           | 2             | "Text, Lies and Your Smile Is Fake" | 20 september 2012 | 1.02                            |
| 10          | 3             | "A Mynt Meltdown"                   | 27 september 2012 | 0.96                            |
| 11          | 4             | "She Beat Me to the Tweet!"         | 4 oktober 2012    | 0.84                            |
| 12          | 5             | "Eager Beaver"                      | 11 oktober 2012   | 0.87                            |
| 13          | 6             | "Sexting Candles"                   | 18 oktober 2012   | 0.76                            |
| 14          | 7             | "Bras and Brawls: Part 1"           | 25 oktober 2012   | 0.85                            |
| 15          | 8             | "Bras and Brawls: Part 2"           | 28 oktober 2012   | 1.35                            |
| 16          | 9             | "Conflicting Conflict"              | 1 november 2012   | 1.09                            |
| 17          | 10            | "A Better or Bitter Place"          | 11 november 2012  | 1.63                            |
| 18          | 11            | "Uncomfortably Public Relations"    | 15 november 2012  | 1.13                            |
| 19          | 12            | "Parents Fly South"                 | 29 november 2012  | 1.02                            |
| 20          | 13            | "Elsa Foretells a Storm"            | 6 december 2012   | 0.95                            |
| 21          | 14            | "Surrounded by Hot Water"           | 13 december 2012  | 1.12                            |
| 22          | 15            | "Healing Hole"                      | 20 december 2012  | 1.25                            |
| 23          | 16            | "Reunion: Part 1"                   | 27 december 2012  | 1.21                            |
| 24          | 17            | "Reunion: Part 2"                   | 3 januari 2013    | 1.28                            |
| 25          | 18            | "Lost Footage"                      | 8 januari 2013    | 0.93                            |

## Säsong 3 (2013)
| Nr i serien | Nr i säsongen | Titel                     | Visningsdatum     | Tittarsiffror, USA (i miljoner) |
| ----------- | ------------- | ------------------------- | ----------------- | ------------------------------- |
| 26          | 1             | "Til Lies Do Us Part"     | 12 augusti 2013   | 1.35                            |
| 27          | 2             | "Hurricane Adriana"       | 19 augusti 2013   | 1.39                            |
| 28          | 3             | "Booby-Trapped"           | 26 augusti 2013   | 1.32                            |
| 29          | 4             | "Black Magic"             | 2 september 2013  | 1.01                            |
| 30          | 5             | "A Cause for Concern"     | 9 september 2013  | 1.01                            |
| 31          | 6             | "A Ple-Thora of Lies"     | 16 september 2013 | 1.06                            |
| 32          | 7             | "La La Land"              | 23 september 2013 | 0.81                            |
| 33          | 8             | "Mama Elsa Comes Home"    | 30 september 2013 | 0.65                            |
| 34          | 9             | "Birkin Buddies"          | 7 oktober 2013    | 0.80                            |
| 35          | 10            | "Brazillian Bridezilla"   | 14 oktober 2013   | 0.86                            |
| 36          | 11            | "The Black Sheep"         | 21 oktober 2013   | 0.83                            |
| 37          | 12            | "Bridesmaid Breakdown"    | 28 oktober 2013   | 0.76                            |
| 38          | 13            | "Blame It on the Alcohol" | 3 november 2013   | 1.37                            |
| 39          | 14            | "Mrs. Zago"               | 4 november 2013   | 0.95                            |
| 40          | 15            | "Reunion: Part 1"         | 11 november 2013  | 1.07                            |
| 41          | 16            | "Reunion: Part 2"         | 14 november 2013  | 1.00                            |